# El Estanque

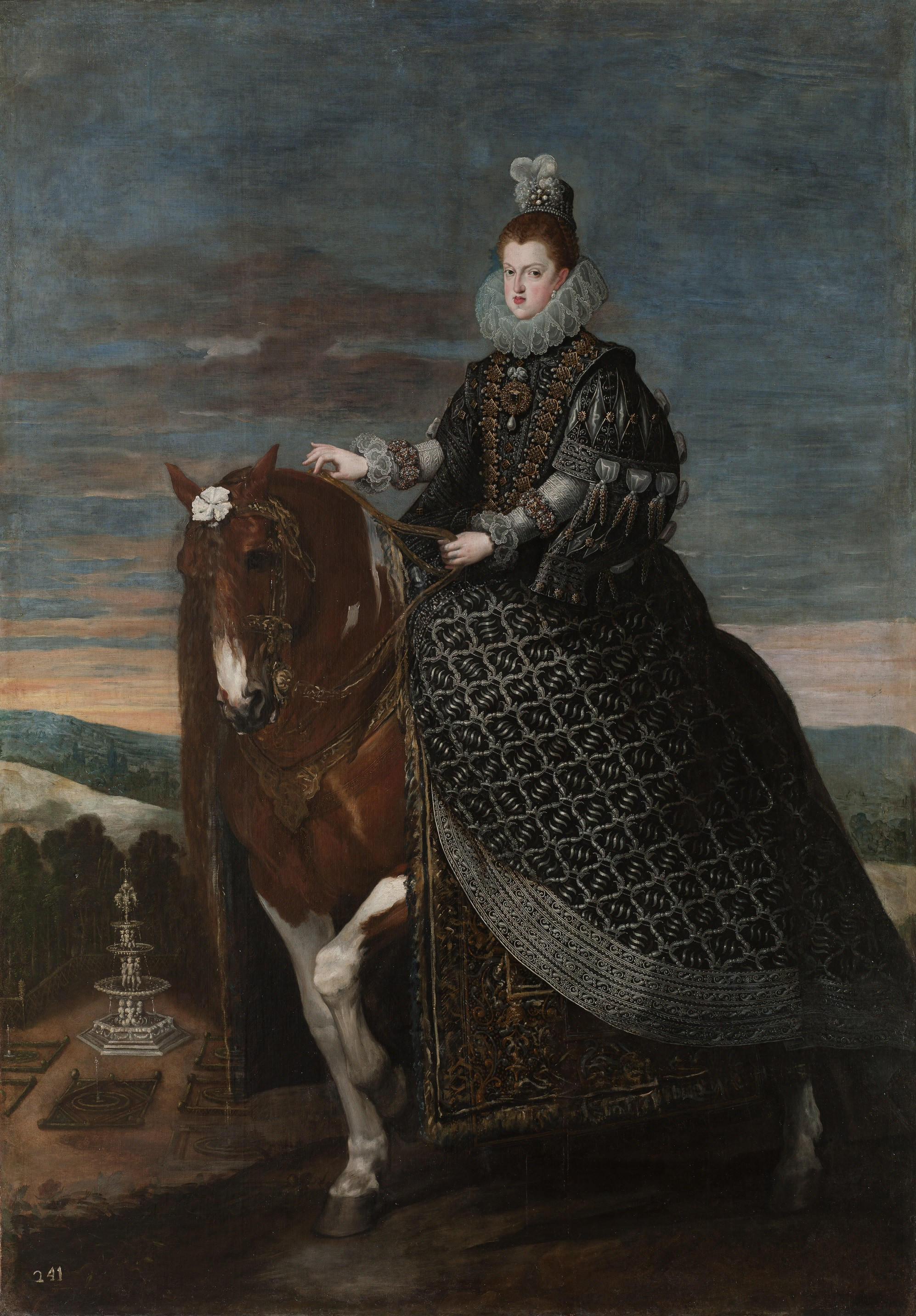
La reina Margarita de Austria luce la perla conocida como La Peregrina y el diamante cuadrado llamado El Estanque en este cuadro pintado por Velázquez en 1634-35.

El Estanque es un brillante de 100 quilates que adquirió Felipe II en Amberes por un precio de 80.000 escudos de oro a un flamenco llamado Carlo Affetato. Fue tallado en Madrid (otras fuentes indican que en Sevilla) y ofrecido a Isabel de Valois con motivo de su matrimonio con el rey Felipe. Fue llamado desde entonces «El Estanque» y pasó a formar parte de las joyas de la corona de España, montado junto a la perla «Peregrina» en el llamado joyel rico de los Austrias.
El reconocido orfebre leonés Juan de Arfe llegó a decir de él que se trataba de un diamante perfecto, labrado de tal manera, que toda su área era cuadrada, con cuatro lados perfectos e iguales en ángulo recto, dando lugar a ángulos completos y enteros y a esquinas muy agudas, en resumen: un espejo limpio y trasparente.
Durante el expolio que llevó a cabo Francia en la invasión de España en 1808 fue inventariado y valorado en 1.500.000 reales, siendo sacado del Palacio Real de Madrid por orden del rey impuesto por Napoleón, su hermano José Bonaparte. Finalizada la Guerra de Independencia fue recobrado por Fernando VII, si bien su paradero se desconoce desde entonces, existiendo teorías que la ubican en la Rusia de los Romanov, si bien no demostradas.